# Hetteinen ja Liimattalanharju
Hetteinen ja Liimattalanharju este o arie protejată (arie specială de conservare — SAC, sit de importanță comunitară — SCI) din Finlanda întinsă pe o suprafață de 42 ha, integral pe uscat.

## Localizare
Centrul sitului Hetteinen ja Liimattalanharju este situat la coordonatele 62°40′32″N 26°43′22″E / 62.6756°N 26.7228°E.

## Înființare
Situl Hetteinen ja Liimattalanharju a fost declarat sit de importanță comunitară în august 1998 pentru a proteja un număr necunoscut de specii din flora spontană și fauna sălbatică aflate în arealul zonei. Situl a fost protejat și ca arie specială de conservare în aprilie 2015.

## Biodiversitate
Situată în ecoregiunea boreală, aria protejată conține 5 habitate naturale: Lacuri și iazuri distrofice naturale, Mlaștini turboase de tranziție și turbării mișcătoare, Izvoare fino-scandinave și mlaștini produse de izvoare bogate în minerale, Mlaștini alcaline, Mlaștini împădurite.
La baza desemnării sitului se află un număr nedeclarat de specii protejate.